# Gustavo Rodríguez Vega
Gustavo Rodríguez Vega (* 7. März 1955 in Monterrey, Mexiko) ist ein römisch-katholischer Geistlicher und Erzbischof von Yucatán.

## Leben
Gustavo Rodriguez Vega empfing am 15. August 1980 die Priesterweihe.
Papst Johannes Paul II. ernannte ihn am 27. Juni 2001 zum Titularbischof von Obba und Weihbischof in Monterrey. Die Bischofsweihe spendete ihm der Erzbischof von Monterrey, Adolfo Antonio Kardinal Suárez Rivera, am 14. August desselben Jahres; Mitkonsekratoren waren Giuseppe Bertello, Apostolischer Nuntius in Mexiko, und Miguel Ángel Alba Díaz, Bischof von La Paz en la Baja California Sur.
Am 8. Oktober 2008 wurde er zum Bischof von Nuevo Laredo ernannt und am 19. November desselben Jahres in das Amt eingeführt.
Papst Franziskus ernannte ihn am 1. Juni 2015 zum Erzbischof von Yucatán. Die Amtseinführung fand am 29. Juli desselben Jahres statt.